# St. Josef (Wickers)

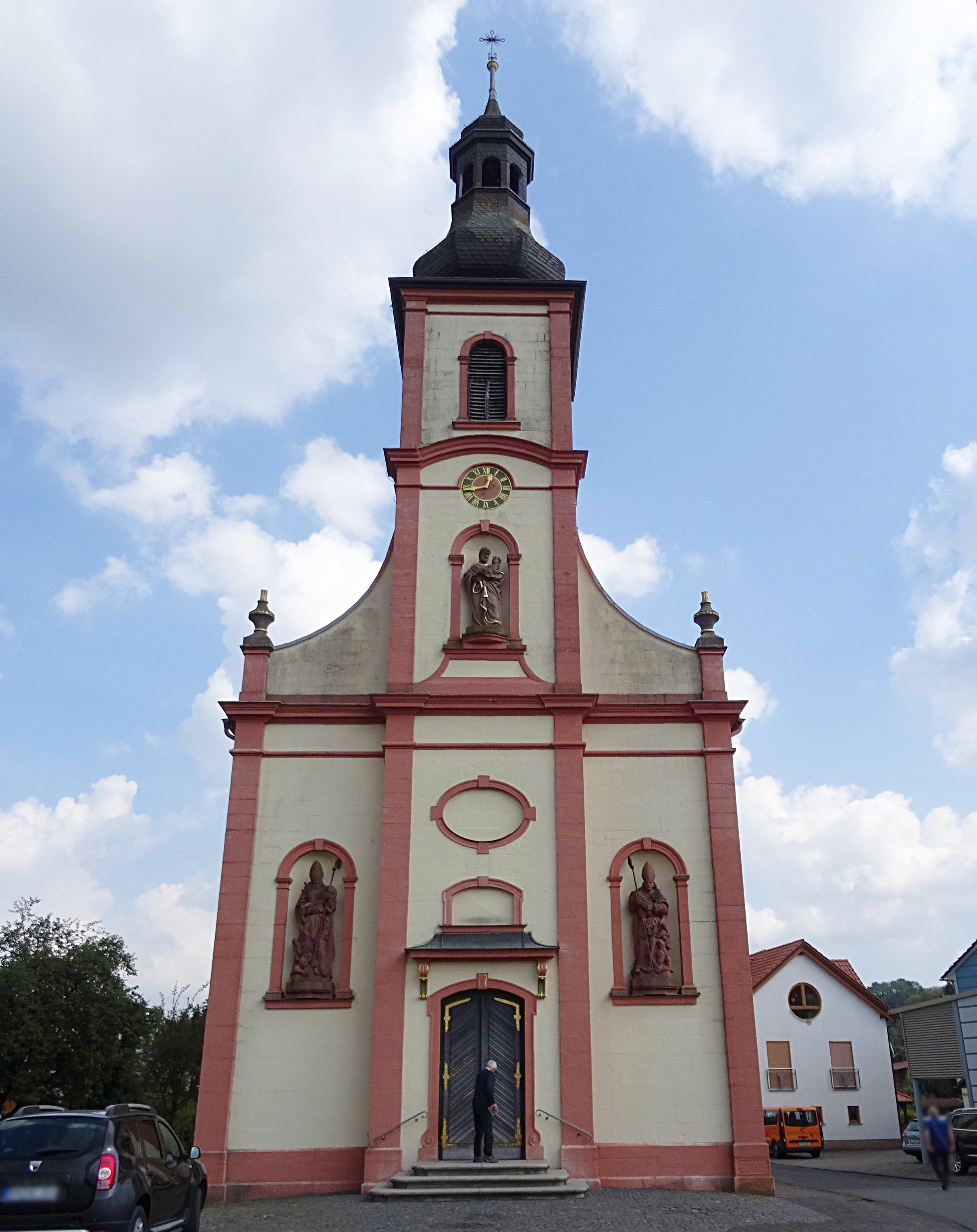
St. Josef in Wickers

Die römisch-katholische, denkmalgeschützte Filialkirche St. Josef steht im Ortsteil Wickers der Gemeinde Hilders im Landkreis Fulda in Hessen. Sie gehört zum Pastoralverbund St. Michael Hohe Rhön im Dekanat Rhön des Bistums Fulda.

## Beschreibung
Die neobarocke Saalkirche wurde 1894–1900 nach einem Entwurf von Georg Kegel gebaut. An das Kirchenschiff schließt sich im Osten ein eingezogener Chor mit dreiseitigem Abschluss an. Der in das Kirchenschiff nur teilweise eingestellte Fassadenturm im Westen stellt einen Risalit in der Mitte der Fassade dar.
Im Schweifgiebel steht in einer Wandnische die Statue des Josef von Nazaret. Die um 1720 entstandenen drei Altäre stammen aus der Severikirche in Fulda. Beim Hauptaltar wurde das verschollene Altarretabel durch eine Kreuzigungsgruppe ersetzt. Am linken Seitenaltar befindet sich ein Gemälde von Clemens Witzel, das die Verlobung Marias darstellt. Auf der einzigen Empore steht die Orgel mit zehn Registern, einem Manual und Pedal. Sie wurde 1954 von der Hey Orgelbau errichtet.